# Vliegtuigramp bij Chièvres

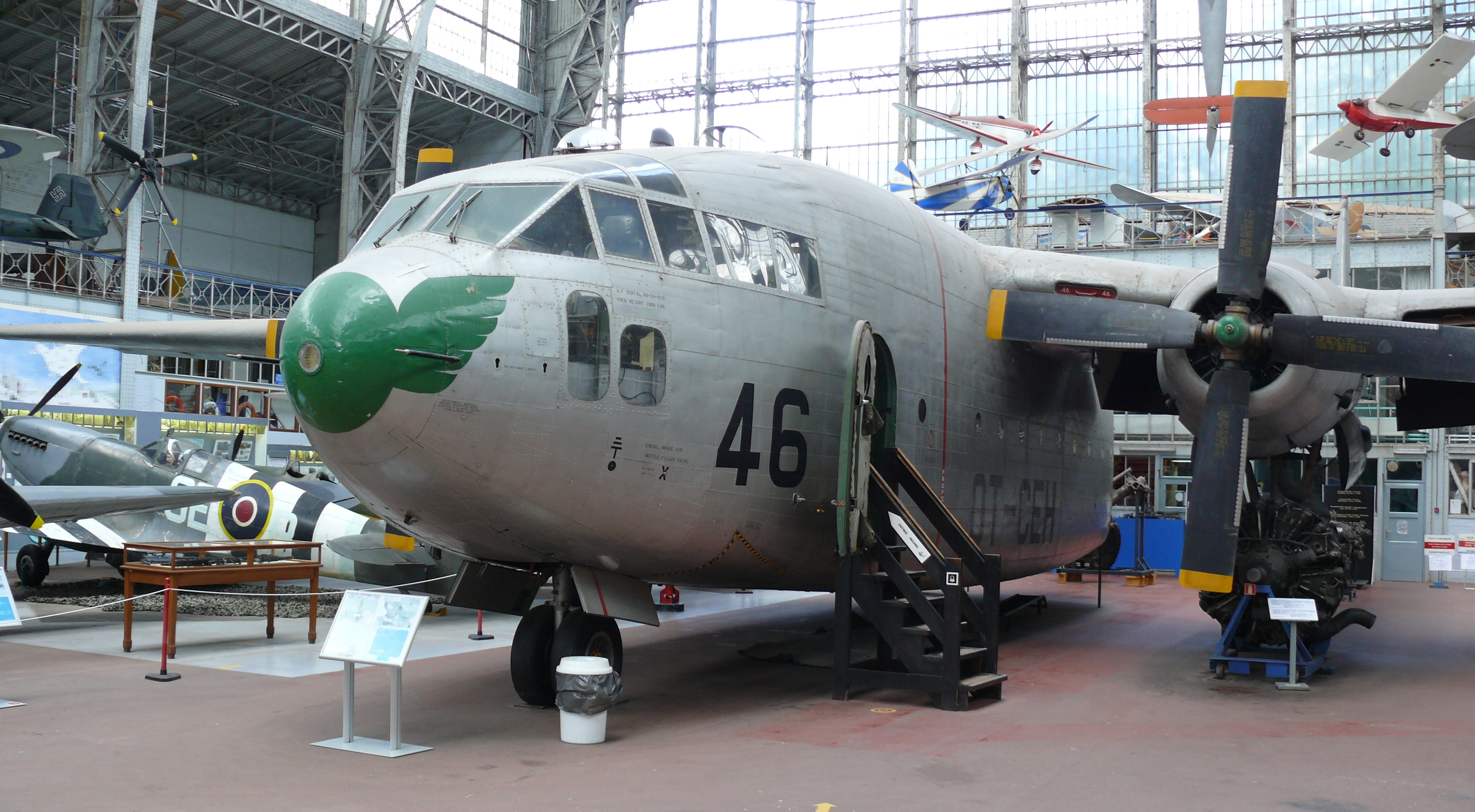
in het Koninklijk Museum van het Leger en de Krijgsgeschiedenis te Brussel is een Fairchild C-119 Flying Boxcar te zien.

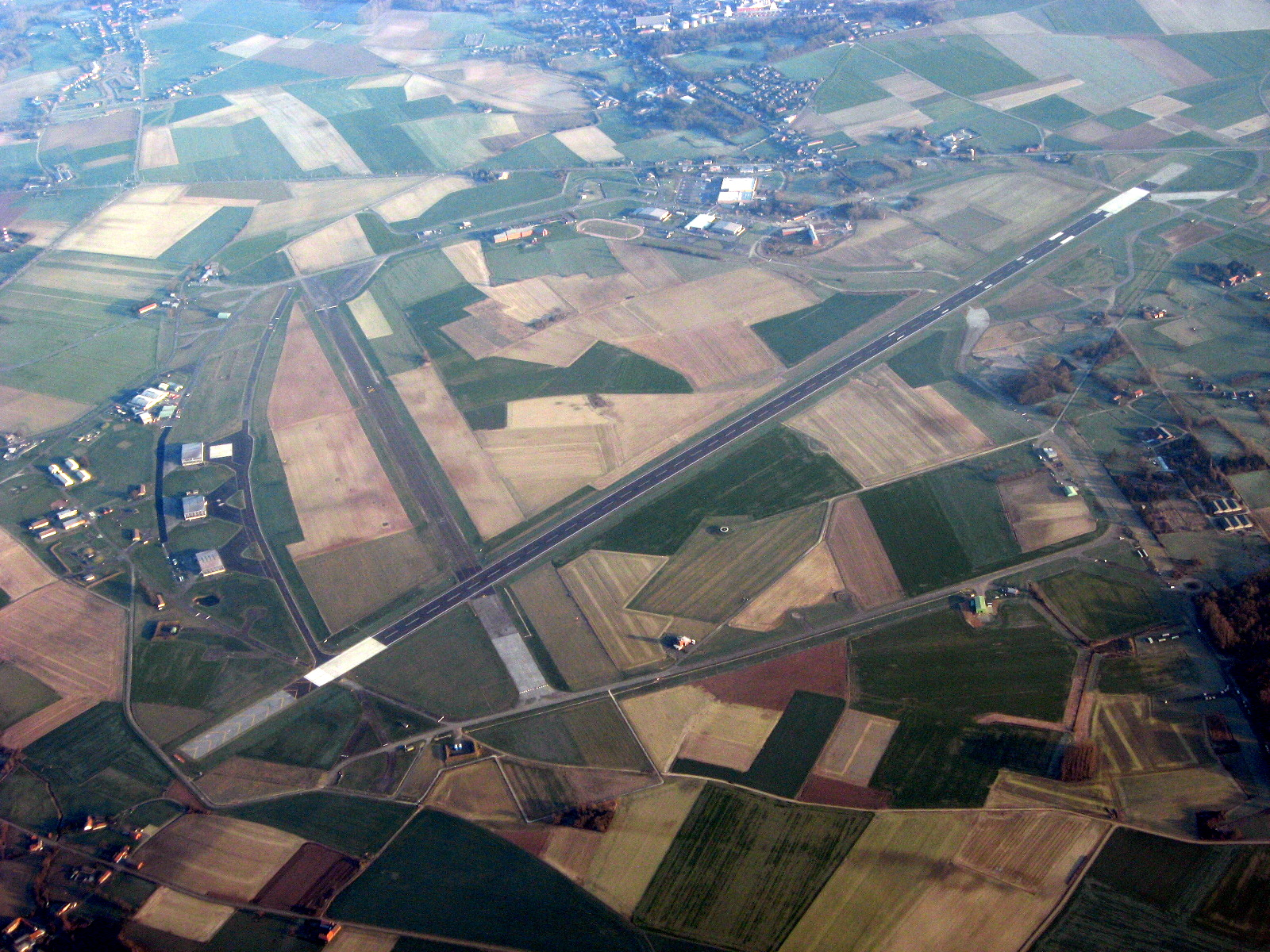
Chièvres Air Base werd in 1947 een basis van de Belgische luchtmacht.

Chièvers ligt ten zuiden van Aat in Henegouwen.

De vliegtuigramp bij Chièvres vond op 12 december 1961 plaats nabij Chièvres, ten zuiden van Aat in de Belgische provincie Henegouwen. Twee vliegtuigen van de Belgische Luchtmacht vlogen bij deze vliegramp tegen elkaar en stortten neer. Bij het ongeval kwamen 13 militairen om het leven. De brokstukken waren verspreid over een gebied van vier kilometer lang en 300 meter breed. Op de grond vielen geen slachtoffers. De oorzaak - een gebrekkige coördinatie bij de luchtverkeersleiding - werd vijftig jaar na dato door de Belgische luchtmacht openbaar gemaakt. Beide toestellen stegen op van vliegbasis Melsbroek en voerden op het ogenblik van de botsing een landingsmanoeuvre uit. Toestel CP-23 zou verder vliegen naar Sari-Solenzara in Corsica en toestel CP-25 zou verder vliegen naar Luik.

## Verloop
Op 12 december 1961 steeg het toestel met registratie CP-23 om 8 uur 41 's morgens vanuit Melsbroek op voor een vlucht op 2000 voet. De CP-25 kreeg 3 minuten 19 seconden later dezelfde vergunning. De vlucht Melsbroek-Chièvres duurde 12 minuten en ter hoogte van Montignies-lez-Lens, zo’n 4 kilometer ten zuidoosten van het abdijpark van Cambron, botsten de twee C-119's tegen elkaar. Een derde C-119 (OT-CBI) had als missie Melsbroek-Marseille en was twee minuten voor de CP-23 vertrokken. De controle in Brussel vestigde al haar aandacht op dit toestel om een botsing te vermijden. Na 5 minuten vliegen maakte kapitein Gerard (CP-23) contact met de vluchtleiding en meldde: "Ik kom uit Brussel, vliegniveau 2000 voet naar uw vliegveld, ik schat dat zes minuten van de vlucht." Toen gevraagd werd om van frequentie te veranderen, ontstonden problemen.

## Vliegtuigen
Beide toestellen waren van het type C-119, bekend als de "Flying Boxcar", een naoorlogs Amerikaans transportvliegtuig sinds 1947. In het toestel met call-sign OT-CBC (CP-23) kwamen alle vijf inzittenden om het leven. In het toestel met call-sign OT-CBE (CP-25) kwamen alle acht inzittenden om het leven. Hun bijna identieke vluchtplan zorgde ervoor dat de toestellen op een gegeven ogenblik zeer dicht bij elkaar vlogen. De Ground Control Approach (GCA) had in de aanloop naar de landing uitsluitend aandacht voor de CP-23 met radioproblemen. Die zorgden voor een wijziging van het vluchtplan en wat vertraging. Toen de CP-25 radiocontact met de GCA opnam, kwam de bemanning terecht bij een andere verkeersleider, op een andere radiofrequentie. Op het moment dat de vergissing opgemerkt werd, vond de botsing plaats.

## Slachtoffers
Vijf slachtoffers in toestel OT-CBC
- Kapt. Jules Gerard, boordcommandant
- Kapt. Albert Vermeerbergen, 2de piloot
- Cdt. André Bolle, navigator
- Adj. Gilbert Deneef, radioman (Boordtelegrafist)
- 1Sgt.Maj. David Van de Meerssche, boordwerktuigkundige

De acht slachtoffers in de Flying Boxcar OT-CBE
- 1er Sgt. José De Caigny, kapitein, boordcommandant
- Adj. Alfred Donckier, 2de piloot
- Kapt. Yvan Passchiersens, navigator
- Sgt. Camille Bauvois, radioman (Boordtelegrafist)
- Adj. Gilbert François, boordwerktuigkundige
- Adj. Romeo Decot, passagier en boordwerktuigkundige
- 1Sgt. Raoul Depoorter, passagier en boordwerktuigkundige
- 1Sgt.Maj. Florimont Delroeux, passagier en boordwerktuigkundige, nieuwe monteur

## Na de ramp
Na de ramp trok de luchtmacht conclusies en investeerde in samenwerking en coördinatie binnen de luchtverkeersleiding. De dertien bemanningsleden kregen een militaire begrafenis waarbij koning Boudewijn en koningin Fabiola aanwezig waren.